# Thales Alenia Space
A Thales Alenia Space é um empreendimento franco-italiano do setor aeroespacial criado em 2007 baseado em Cannes, França.[carece de fontes?]
Em 2011, o grupo Thales Alenia Space empregou 7.200 pessoas em onze instalações industriais em cinco países (França, Itália, Belgica, Espanha e Alemanha), tendo faturado 2,1 bilhões de Euros.

## Ligações externas

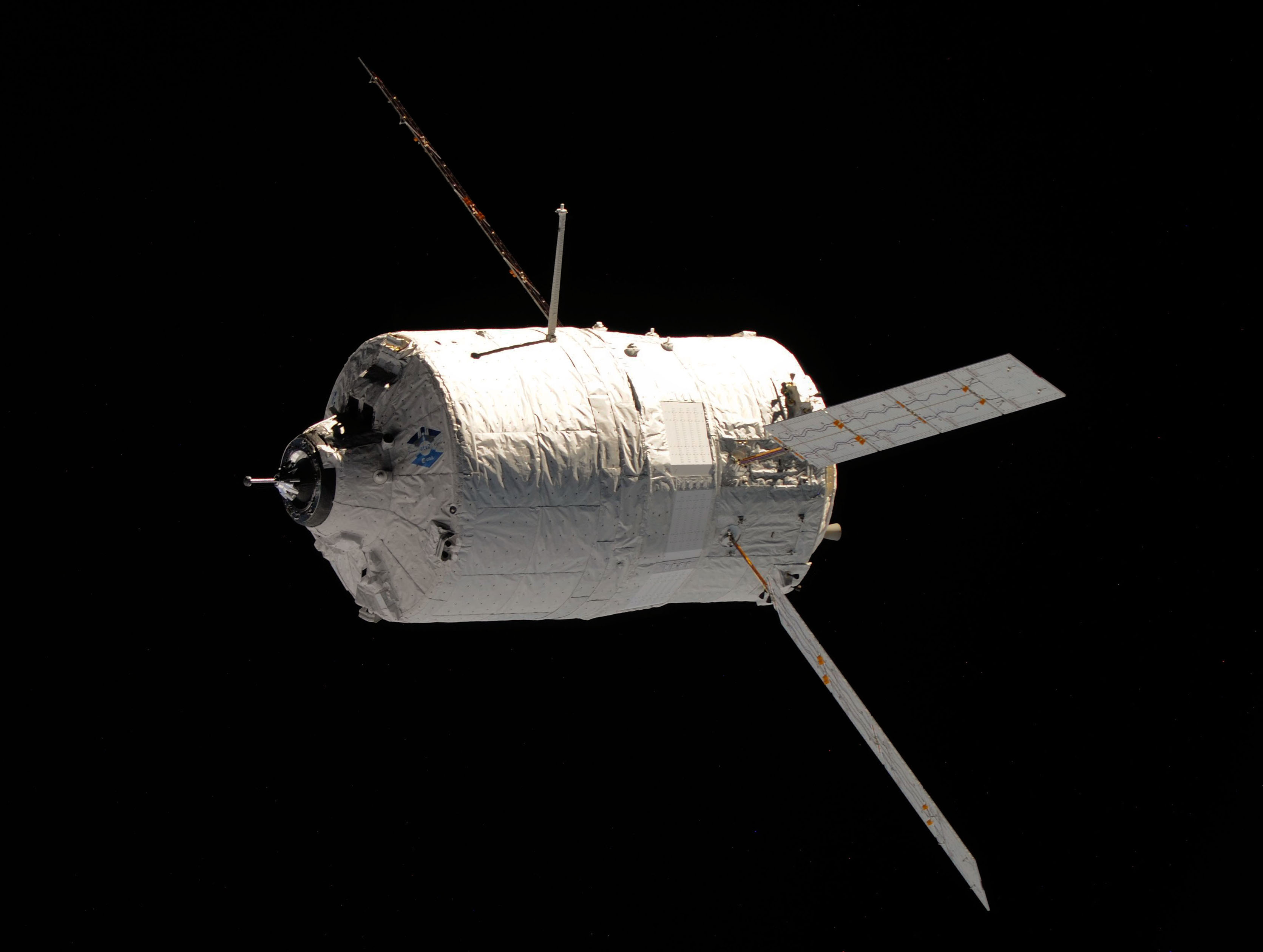
O veículo ATV-2. Produto recente da Thales Alenia Space.